# Brobdingnagia
Brobdingnagia — рід грибів родини Phyllachoraceae. Назва вперше опублікована 1999 року.

## Класифікація
До роду Brobdingnagia відносять 2 види:
- Brobdingnagia eucalypticola
- Brobdingnagia nigeriensis